# Larroque-sur-l'Osse
Larroque-sur-l'Osse is een gemeente in het Franse departement Gers (regio Occitanie) in de streek die vroeger Gascogne werd genoemd en telt 202 inwoners (2004). De plaats maakt deel uit van het arrondissement Condom.

## Geografie
De oppervlakte van Larroque-sur-l'Osse bedraagt 14,9 km², de bevolkingsdichtheid is 13,6 inwoners per km².
De onderstaande kaart toont de ligging van Larroque-sur-l'Osse met de belangrijkste infrastructuur en aangrenzende gemeenten.

## Demografie
Onderstaande figuur toont het verloop van het inwonertal (bron: INSEE-tellingen).
De gemeente maakt deel uit van het Kanton Montreal waar bij de laatste volkstelling (1999) op een oppervlakte van meer dan 240 km² slechts 4.741 inwoners werden geteld.
1. ↑  Populations de référence 2022.